# Giacomo I di Borbone-La Marche
Giacomo I di Borbone-La Marche (1319 – Lione, 6 aprile 1362) è stato il secondo conte di La Marche del casato dei Borbone, dal 1341 alla sua morte, fu anche Conte di Ponthieu, dal 1351 al 1360 e connestabile di Francia dal 1354 al 1356.
Fu il capostipite del ramo dei Borbone-La Marche, destinato in seguito a salire sul trono di Francia tramite la linea cadetta dei Borbone-La Marche-Vendôme con Enrico di Borbone-Navarra.

## Origine
Giacomo, sia secondo la Histoire du Bourbonnais et des Bourbons qui l'ont possédé, Volume 1 che secondo la Histoire généalogique et chronologique de la maison royale de France, era figlio del Signore e poi primo duca di Borbone, conte di Clermont e conte di La Marche Luigi I e della moglie Maria di Avesnes, che, secondo il capitolo nº 78a della Chronologia Johannes de Beke era figlia del Conte di Hainaut e conte d'Olanda e di Zelanda Giovanni e della moglie Filippa di Lussemburgo (1252-6 aprile 1311), che sempre secondo la Chronologia Johannes de Beke, era figlia di Enrico V di Lussemburgo e Marguerite di Bar (1220-1275).
Luigi I di Borbone, sia secondo la Histoire du Bourbonnais et des Bourbons qui l'ont possédé, Volume 1, che secondo la Histoire généalogique et chronologique de la maison royale de France era il figlio primogenito del di Roberto, conte di Clermont, e della contessa di Charolais ed erede della Signoria di Borbone Beatrice, che, secondo la Histoire généalogique des ducs de Bourgogne de la maison de France, era l'unica figlia del conte di Charolais Giovanni di Borgogna e della dama di Borbone Agnese.

## Biografia
Suo padre Luigi morì nel gennaio del 1341 e fu sepolto nella chiesa dei Frati Predicatori o dei Giacobini (Couvent des Jacobins (rue Saint-Jacques)), di Parigi, accanto alla tomba di suo padre; secondo il necrologio delle Chartreux de Vauvert, Luigi (Ludovicus dux Borbonii) morì il 10 febbraio (IV Id Feb) 1342, mentre secondo il necrologio della Sainte-Chapelle, Luigi (Ludovici ducis de Bourbonio) morì il 27 febbraio (III Kal Mar) 1342. Mentre il fratello primogenito, Pietro, gli succedette come duca di Borbone, Pietro I, Giacomo ricevette la contea di La Marche.
Giacomo, ereditato dal padre il titolo di conte, dovette litigare con il fratello Pietro per la spartizione dell'eredità.
Giacomo fu al fianco del duca di Normandia e futuro re di Francia Giovanni, all'inizio della guerra dei cent'anni in Bretagna e fu al suo fianco anche alla battaglia di Crécy, che ebbe luogo il 26 agosto 1346 e dove Giacomo fu ferito.
Nel 1349 Giacomo fu rappresentante del re per tutta la Linguadoca.
Dopo che Giovanni era succeduto al padre Filippo VI di Valois come re di Francia, nel 1350, ricevette la contea di Ponthieu, che, nel 1336, Filippo VI di Valois l'aveva confiscata a Edoardo III di Inghilterra. La tenne fino a che, nel 1360, con il trattato di Brétigny non venne restituita all'Inghilterra.
Negli anni 1351 e 1352 Giacomo servì la corona di Francia in Piccardia e nel 1352, a Parigi arrestò il re di Navarra e conte d'Évreux, d'Angoulême e di Mortain, Carlo II.
Nel 1354, alla morte di Carlo di Spagna, Giacomo ricevette la carica di connestabile di Francia, per cederla due anni dopo Gualtieri VI di Brienne, Duca di Atene.
A settembre del 1356 Giacomo partecipò alla Battaglia di Poitiers, dove venne fatto prigionieri dagli inglesi di Edoardo il Principe Nero.
Giacomo aveva ampliato i propri possedimenti sia per il valore dimostrato nelle varie campagne militari, che per il matrimonio con Giovanna di Chatillon Saint-Paul.
Giacomo, liberato dopo il trattato di Brétigny del mese di maggio del 1360, si impegnò nel tentativo di sgominare le bande di mercenari che, resi liberi dopo il trattato di Brétigny, depredavano le campagne francesi e, al comando delle truppe regie, il 2 aprile 1361, fu sconfitto a Brignais, nei pressi di Lione, dalla compagnia di ventura dei Tard-Venus; Giacomo morì a Lione il 6 aprile in seguito alle ferite riportate durante la battaglia.
Giacomo I fu tumulato nella chiesa dei Francescani di Lione.
Dopo la sua morte gli succedette il figlio maschio primogenito, Pietro, che ferito nella stessa battaglia gli sopravvisse solo per qualche giorno. Il titolo passò quindi al secondogenito Giovanni.

## Matrimonio e discendenza
Nel 1335 Giacomo aveva sposato Giovanna di Chatillon Saint-Paul, figlia di Ugo di Châtillon, Signore di Condé, e di Giovanna di Dargies.
Da Giovanna di Châtillon, Giacomo ebbe quattro figli:
- Isabella (1340-1371), sposa di Luigi II di Beaumont(† 1364), poi di Bouchard VII di Vendôme († 1371)[15];
- Pietro (1342-1362), conte di La Marche, per pochi giorni[11];
- Giovanni (1344-1393), conte di La Marche e Vendôme[11];
- Giacomo (1346-1417), signore di Préaux[11].

## Ascendenza
|                                |                      |                              | Genitori                           |  |  | Nonni |  |  | Bisnonni            |  |  | Trisnonni             |  |
|                                |                      |                              |                                    |  |  |       |  |  | Luigi IX di Francia |  |  | Luigi VIII di Francia |  |
|                                |                      |                              |                                    |  |  |       |  |  | Luigi IX di Francia |  |  | Luigi VIII di Francia |  |
|                                |                      | Bianca di Castiglia          |                                    |  |  |       |  |  | Luigi IX di Francia |  |  |                       |  |
| Roberto di Clermont            |                      |                              |                                    |  |  |       |  |  | Luigi IX di Francia |  |  |                       |  |
|                                |                      | Margherita di Provenza       | Raimondo Berengario IV di Provenza |  |  |       |  |  |                     |  |  |                       |  |
|                                |                      | Margherita di Provenza       | Raimondo Berengario IV di Provenza |  |  |       |  |  |                     |  |  |                       |  |
|                                |                      | Margherita di Provenza       | Beatrice di Savoia                 |  |  |       |  |  |                     |  |  |                       |  |
| Luigi I di Borbone             |                      | Margherita di Provenza       |                                    |  |  |       |  |  |                     |  |  |                       |  |
|                                |                      | Giovanni di Borgogna-Borbone | Ugo IV di Borgogna                 |  |  |       |  |  |                     |  |  |                       |  |
|                                |                      | Giovanni di Borgogna-Borbone | Ugo IV di Borgogna                 |  |  |       |  |  |                     |  |  |                       |  |
|                                |                      | Giovanni di Borgogna-Borbone | Yolanda di Dreux                   |  |  |       |  |  |                     |  |  |                       |  |
| Beatrice di Borgogna-Borbone   |                      | Giovanni di Borgogna-Borbone |                                    |  |  |       |  |  |                     |  |  |                       |  |
|                                |                      | Agnese di Borbone-Dampierre  | Arcimbaldo IX di Borbone           |  |  |       |  |  |                     |  |  |                       |  |
|                                |                      | Agnese di Borbone-Dampierre  | Arcimbaldo IX di Borbone           |  |  |       |  |  |                     |  |  |                       |  |
|                                |                      | Agnese di Borbone-Dampierre  | Iolanda di Châtillon-Nevers        |  |  |       |  |  |                     |  |  |                       |  |
| Giacomo I di Borbone-La Marche |                      | Agnese di Borbone-Dampierre  |                                    |  |  |       |  |  |                     |  |  |                       |  |
|                                | Giovanni I d'Avesnes | Burcardo d'Avesnes           |                                    |  |  |       |  |  |                     |  |  |                       |  |
|                                | Giovanni I d'Avesnes | Burcardo d'Avesnes           |                                    |  |  |       |  |  |                     |  |  |                       |  |
|                                | Giovanni I d'Avesnes | Margherita II delle Fiandre  |                                    |  |  |       |  |  |                     |  |  |                       |  |
| Giovanni I di Hainaut          | Giovanni I d'Avesnes |                              |                                    |  |  |       |  |  |                     |  |  |                       |  |
|                                |                      | Adelaide d'Olanda            | Fiorenzo IV d'Olanda               |  |  |       |  |  |                     |  |  |                       |  |
|                                |                      | Adelaide d'Olanda            | Fiorenzo IV d'Olanda               |  |  |       |  |  |                     |  |  |                       |  |
|                                |                      | Adelaide d'Olanda            | Matilde di Brabante                |  |  |       |  |  |                     |  |  |                       |  |
| Maria di Avesnes               |                      | Adelaide d'Olanda            |                                    |  |  |       |  |  |                     |  |  |                       |  |
|                                |                      | Enrico V di Lussemburgo      | Valerano III di Limburgo           |  |  |       |  |  |                     |  |  |                       |  |
|                                |                      | Enrico V di Lussemburgo      | Valerano III di Limburgo           |  |  |       |  |  |                     |  |  |                       |  |
|                                |                      | Enrico V di Lussemburgo      | Ermesinda di Lussemburgo           |  |  |       |  |  |                     |  |  |                       |  |
| Filippa di Lussemburgo         |                      | Enrico V di Lussemburgo      |                                    |  |  |       |  |  |                     |  |  |                       |  |
|                                |                      | Margherita di Bar            | Enrico II di Bar                   |  |  |       |  |  |                     |  |  |                       |  |
|                                |                      | Margherita di Bar            | Enrico II di Bar                   |  |  |       |  |  |                     |  |  |                       |  |
|                                |                      | Margherita di Bar            | Filippa di Dreux                   |  |  |       |  |  |                     |  |  |                       |  |
|                                |                      | Margherita di Bar            |                                    |  |  |       |  |  |                     |  |  |                       |  |

### Fonti primarie
- (LA)  Chronologia Johannes de Bek.

### Letteratura storiografica
- (FR)  "Histoire%20de%20la%20maison%20de%20Chastillon-sur-Marne"&pg=PT148#v=onepage&q&f=false Histoire De La Maison De Chastillon Svr Marne.
- (FR)  Histoire généalogique des ducs de Bourgogne de la maison de France.
- (FR)  Histoire généalogique et chronologique de la maison royale de France.
- (FR)  #ES Histoire du Bourbonnais et des Bourbons qui l'ont possédé, Volume 1.